# South Fork Fortymile
Pour les articles homonymes, voir South Fork.
La rivière South Fork Fortymile est un cours d'eau d'Alaska, aux États-Unis situé dans la région de recensement de Southeast Fairbanks. C'est un affluent de  la rivière Fortymile, elle-même affluent du  fleuve Yukon.

## Description
Longue de 33 milles (53 km), elle coule en direction du nord et rejoint la rivière North Fork Fortymile avec lequel elle forme la rivière Fortymile à 42 milles (68 km) au sud-ouest de Eagle.
Son nom local a été référencé probablement dès 1898.

## Affluents
- Mosquito Fork
- Dennison Fork

## Sources
- (en) « South Fork Fortymile », Geographic Names Information System